# Opéra contemporain
L'expression opéra contemporain regroupe l'ensemble des ouvrages lyriques du genre de l'opéra composés et créés depuis la période de l'après-guerre. Il correspond chronologiquement à l'apparition de la musique contemporaine et à la disparition puis au retour de la scène lyrique dans le champ de la création. L'acception de cette expression comprend les créations de nouveaux opéras par des compositeurs de la période après 1945 et englobe également l'approche contemporaine des ouvrages anciens, en particulier en ce qui concerne la mise en scène.
Si l'opéra, par délaissement de la part des compositeurs, tombe en désuétude durant les années 1950 en laissant la place à l'émergence de nouvelles formes, il retrouve une certaine force à partir des années 1980, et un souffle nouveau à partir des années 2000, notamment dans le monde occidental et en particulier en Europe de l'Ouest.

## Genèse: tournant moderne de l'opéra

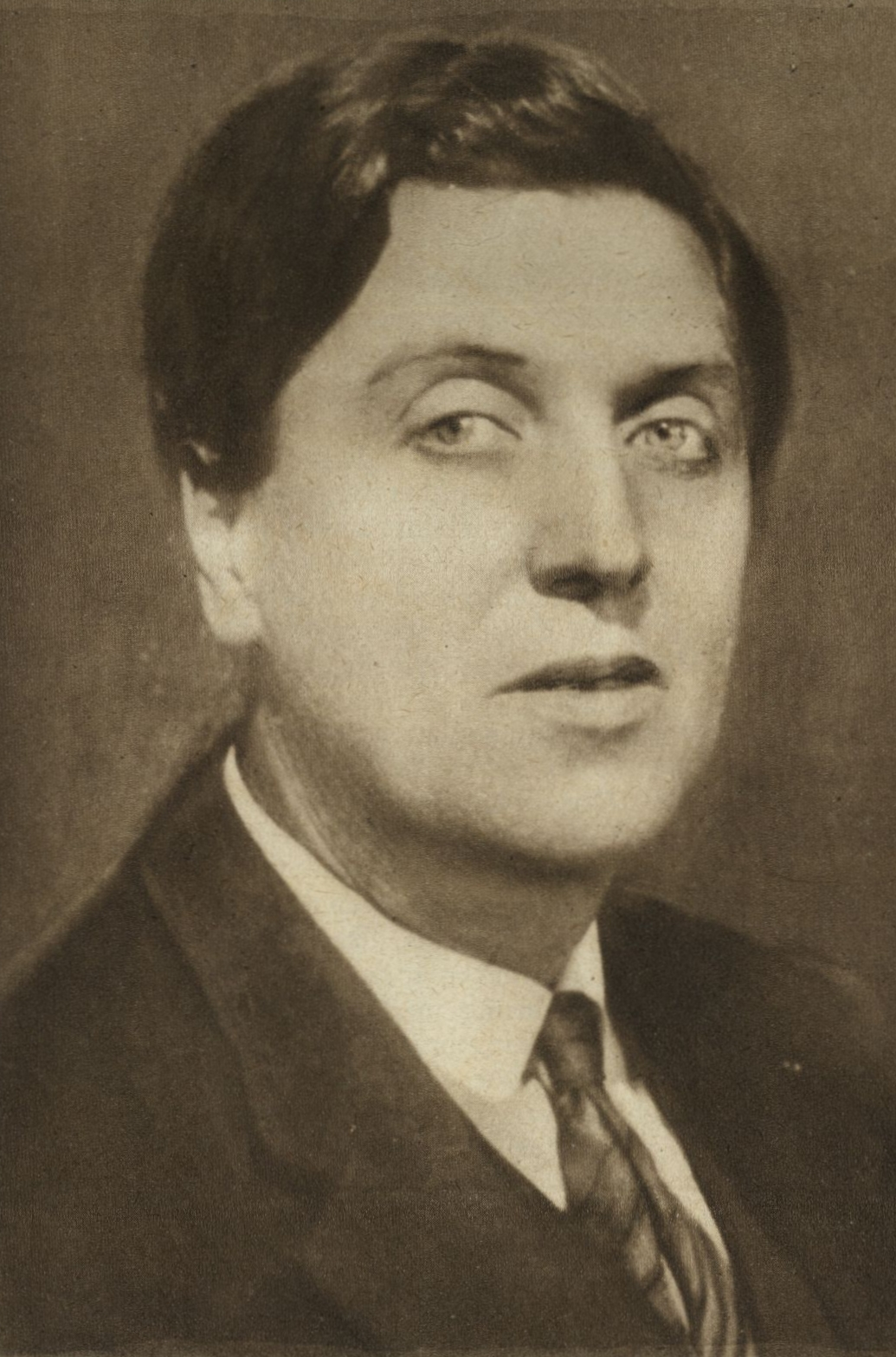
Alban Berg en 1930 par Max Fenichel.

La création de Pelléas et Mélisande en 1902 de Claude Debussy cristallise la négation du théâtre lyrique du siècle précédent. Le compositeur s'éloigne de l'héritage d'un Jules Massenet, qui meurt en 1912, et les dernières créations lyrique de Camille Saint-Saëns, notamment Déjanire en 1911, présage un basculement dans l'évolution de l'opéra. Le tournant du XIXe au XXe siècle constitue ainsi un moment charnière dans l'opéra, en particulier français. En parallèle, en Allemagne, la Seconde école de Vienne continue de s'éloigner de la tonalité et de se diriger vers la nouvelle musique. Quelques exceptions : Arnold Schoenberg et Alban Berg, compositeurs de la première moitié du XXe siècle, explorant le sérialisme et le dodécaphonisme en musique, écrivent notamment deux opéras depuis ce langage musical, Moses und Aron et Lulu, tous deux composés au début des années 1930. La thèse concernant un art total tel que défendue par Richard Wagner ouvre la voie à une démultiplication des procédés de pluralisme dans la création lyrique, initiant ainsi une diversité des formes dans l'opéra contemporain. Des figures majeurs du monde culturel de l'entre-deux-guerres se placent à l'encontre de l'opéra traditionnel : Bertolt Brecht dénonce le genre et sa nature « bourgeoise et capitaliste » et Hans Hildebrand relève que l'opéra « ne correspond plus à la vie des hommes du XXe siècle ».

## XXesiècle: le retour de l'opéra dans la création contemporaine

### 1945: l'après-guerre et le rejet de l'opéra?

#### Incertitudes
Juste après la Seconde Guerre mondiale, l'opéra porte avec lui les usages qu'en ont fait les états autoritaires italien et allemand durant. Cet aspect accentue la méfiance qu'a le public envers son endroit, qui est également alimentée par le fait que les musiciens se détournent du genre en raison de sa nature spectaculaire, à l'action trop directe et aux messages que les ouvrages peuvent diffuser aisément. L'opéra d'après-guerre souffre également des utopies expérimentales déconstruisant ce qui se faisait jusqu'alors, et se trouve en concurrence avec les explorations telles que le sérialisme. Cette radicalité, cherchant au-delà des personnages et déconstruisant le théâtre en tant que tel, rend l'audition difficile et ne devient pas populaire auprès du public. Les chanteurs lyriques sont parfois réticents devant les opéras contemporains, d'un répertoire jugé difficile et qui parfois met à mal les artistes et leur voix. 

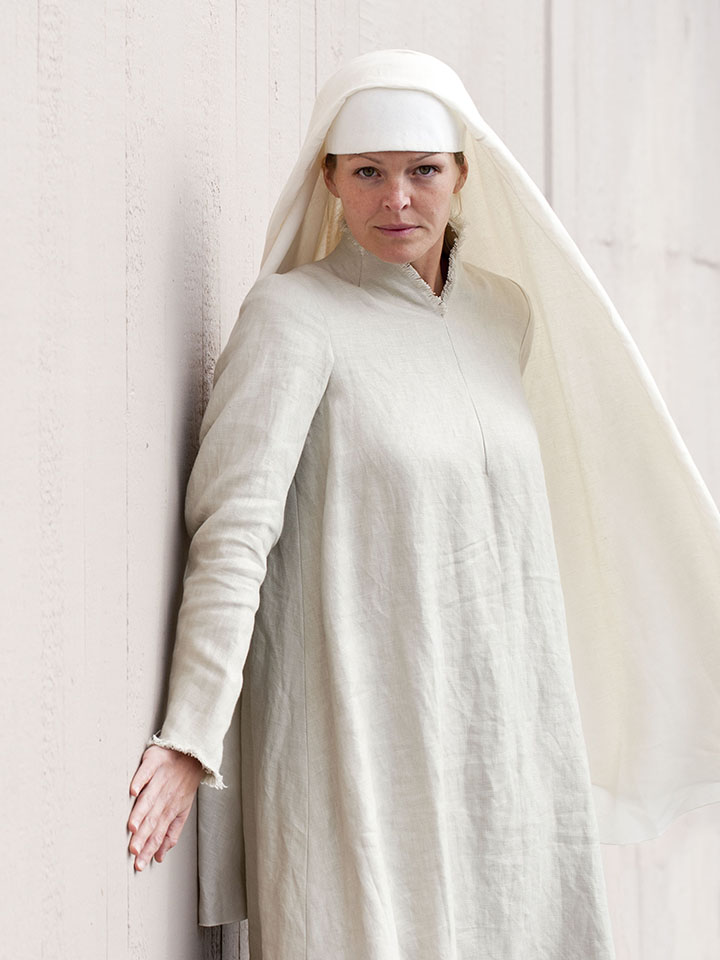
Elin Rombo dans le rôle de Sœur Blanche dans les Dialogues des carmélites en 2011 à l'Opéra de Suède

Plusieurs œuvres de cette période ont cependant obtenu un certain succès. Francis Poulenc va par exemple composer trois ouvrages lyriques juste après la guerre Les Mamelles de Tirésias, créé en 1947, Dialogue des Carmélites en 1957 et La Voix humaine deux années plus tard. L'opéra au XXe siècle met en scène à de nombreuses reprises et de toutes la manières, la mort. Leonard Bernstein créé en 1956 son opéra Candide, qui, malgré un échec lors de la création connu le succès en deuxième version à partir du milieu des années 1970. György Ligeti compose Le Grand Macabre, son unique opéra au début des années 1970. Les compositeurs se détournent du genre de l'opéra à partir des années 1960 pendant une vingtaine d'années ; nombre d'entre eux déclarent qu'ils n'écriront pas du tout d'opéras.

#### Déconstruction/reconstruction
Des acteurs majeurs de la scène musicale contemporaine d'après-guerre comme le chef d'orchestre Pierre Boulez, déclarent dans les années 1960, qu'il faut « faire exploser les maisons d’opéra » dans le journal Spiegel en 1967. Mauricio Kagel, dans son opéra Staatstheater (« théâtre d'état ») de 1970, remet en cause l'institution dans son ensemble. Au même moment, apparaît la version contemporaine du théâtre musical, genre de comédie musicale plus proche du jeu de l'acteur, entre le théâtre et l'opéra. De manière générale, des années 1950 jusqu'aux années 1970, il y a une démultiplication des dénominations des ouvrages vocaux pour se démarquer de l'opéra et de sa tradition : théâtre musical, théâtre sonore, musique-spectacle, action musicale, etc. Ces aspects traduisent une déstructuration de la forme musicale et représentative et promeut une nouvelle articulation entre la musique, la voix et le théâtre sur scène. Intolleranza (1960) de Luigi Nono est un ouvrage qui éclate l'histoire en accolant des textes d'origines diverses et La Passion selon Sade (1965) de Sylvano Bussotti est décrite par le compositeur comme une œuvre n'étant « ni théâtre, ni opéra, ni concert ».
En Angleterre, Michael Tippett, avec ses cinq ouvrages entre 1955 et 1989, s'affirme comme un grand compositeur lyrique de la seconde moitié du siècle, en réemployant notamment des sonorités jazz, et Benjamin Britten, qui s'est fait spécialiste du genre, compose avec un langage qui entraîne l'adhésion large du public avec des ouvrages tels que The Turn of the Screw en 1954 et Death in Venice en 1973. Les musiques nouvelles comme le jazz et l'électronique offre aux compositeurs des possibilités dont certains s'emparent comme l'Allemand Bernd Alois Zimmermann avec Les Soldats en 1964. En France, le paysage reste assez limité dû à un manque de débouchés visibles, mais on peut citer comme ouvrages majeurs de la fin de cette période, l'unique opéra d'Olivier Messiaen, Saint François d'Assise, aux proportions gigantesques, composé dans les années 1970 et créé en 1983 et la même année, celui de Charles Chaynes, Erzsebet. On observe également un début d'internationalisation de l'opéra, comme avec le compositeur coréen Isang Yun ou l'Argentin Alberto Ginastera, fort de quatre ouvrages.

### Dernier quart duXXesiècle

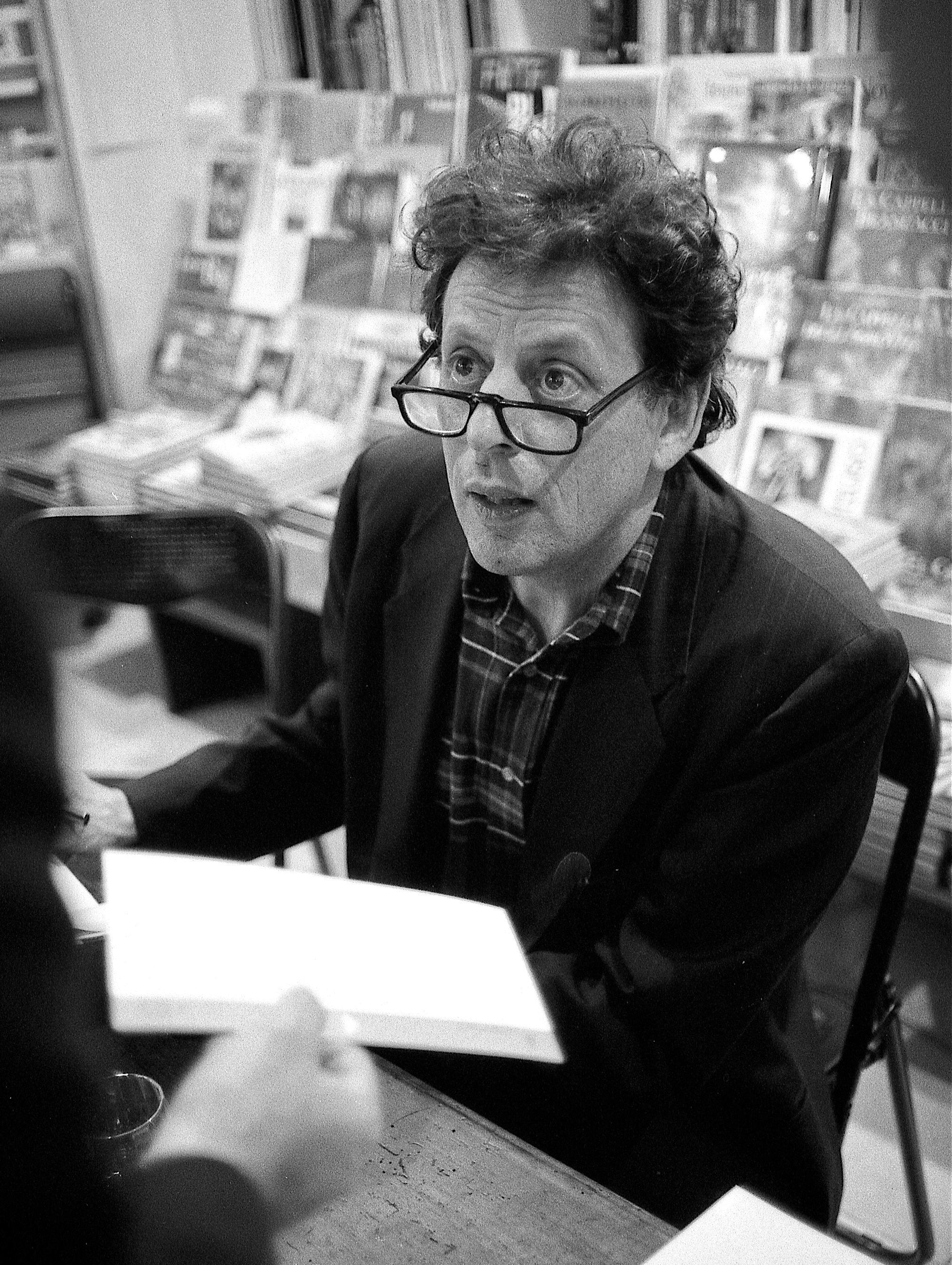
Philip Glass en 1993 à Florence

L'opéra, après avoir été relativement malmené pendant une vingtaine d'années (vide qui est en partie comblé par l'essor du théâtre musical) retrouve une certaine vigueur à partir des années 1980, en particulier en Europe Occidentale. Il est cependant « éclaté » et s'émancipe des cadres traditionnels de l'opéra. Luciano Berio, compositeur italien, refuse par exemple de nommer ces ouvrages « opéras », préférant les qualifier « d’action musicale ». C'est le cas par exemple de Un re in ascolto, créé en 1984, qui ne propose par une intrigue délimitée et des personnages s'exprimant leurs conflits, mais plutôt la représentation et l'analyse d'une situation dramatique. Par ailleurs, la voix devient le centre de l'expérimentation, définitivement employée comme un instrument parmi les autres.
Dans le dernier quart du XXe siècle, le monde anglo-saxon est particulièrement stimulé et offre un nombre relativement important d'opéras au travers de plusieurs compositeurs tels que les américains Philip Glass, qui compose une quinzaine d'opéras depuis 1975, ou John Adams, fort d'une dizaine d'opéras depuis le milieu des années 1980. Ces ouvrages se distinguent par un style imposant et spectaculaire, aussi bien dans la mise en scène que dans la composition elle-même : Einstein on the Beach (1976) de Philip Glass dure cinq heures et The Death of Klinghoffer (1991) de John Adams raconte de manière spectaculaire le détournement d'un paquebot. Le retour de l'opéra s'accompagne également un retour de la tonalité dans la composition. Philippe Manoury explique que l'écriture vocale sérielle rend impossible la composition d'opéras tandis que Michaël Levinas prétend que l'« œuvre lyrique est plus qu’un spectacle total ».
Le renouveau de l'opéra dans le dernier quart du XXe siècle se traduit par l'écriture de plus de cent cinquante nouveaux opéras jusqu'à la fin du siècle. Est observé en particulier la diversité des formes dans la création lyrique : théâtre musical, opéra pour enfants, spectacle multimédia, etc. Cette diversité s'observe également au sein même de l'œuvre, qui mêle les genres, s'adaptant aux différents lieux d'accueil de l'ouvrage et du public entre autres : en 2000, John Adams fait créér El Niño, originellement conçu comme oratorio mais achevé comme opéra, mêle divers textes bibliques et mélange les langues.

### Nouvelles mises en scène

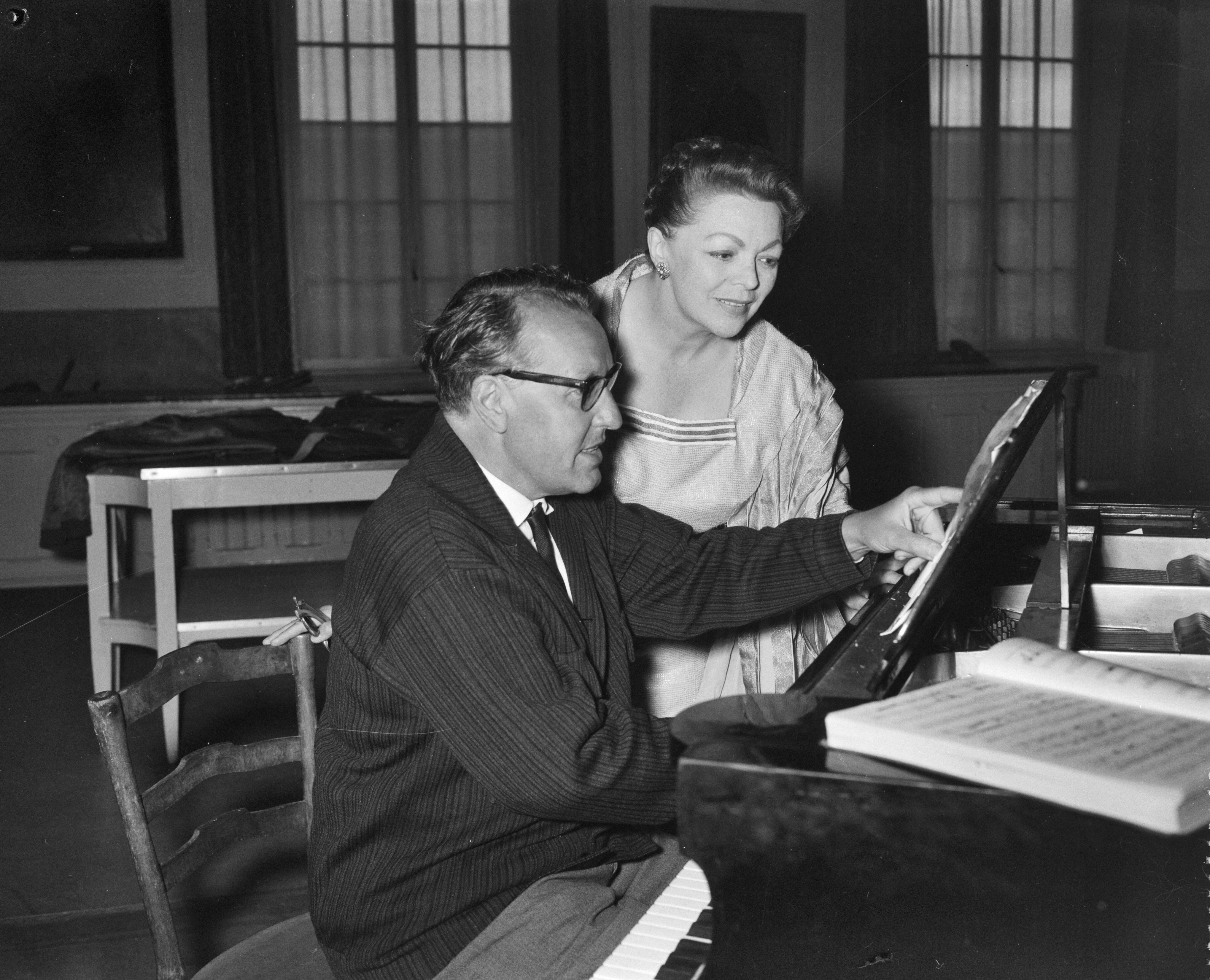
Le metteur en scène Wieland Wagner avec Martha Moval au Festival de Holland en 1959

Les metteurs en scène ont joué un rôle fondamental pour la survivance de l'opéra dans les années 1950 et 1960. L'opéra contemporain est également sensibles aux changements des arts qu'il convoque. Les changements dans l'écriture dans la musique ont marqué son évolution, mais les bouleversements qu'ont connu le théâtre, les arts de la scène et la scénographie en général ont également joué un rôle dans son renouvellement. La multiplication des mises en scène ambitieuses fait naître de nouveaux rôles et métiers dans ses alentours, tels que la direction d'acteurs ou la scénographie. Si jusqu'alors, les mises en scène d'opéras étaient partagées entre un régisseur de théâtre chargé de diriger les entrées et sorties de la scène, et des conventions préétablies pour le jeu d'acteur, l'opéra contemporain apporte des approches radicalement neuves de la mise en scène. Des metteurs en scène d'un nouveau genre apparaissent, tels que Wieland Wagner en Allemagne, Giorgio Strehler en Italie et Patrice Chéreau en France, proposant des visions nouvelles de la mise en scène des opéras du répertoire. Les évolutions prennent place sur plusieurs points : le jeu libéré des conventions des chanteurs sur scène, la mise en espace qui n'est plus contrainte par les décors figuratifs : on y trouve à la place des espaces vides chez Wieland Wagner par exemple ou à l'inverse des décors spectaculaires, mais modernes, chez les italiens. Ces différentes recherches ont permis de légitimer la place l'opéra dans la société contemporaine.
Par ailleurs, Weiland Wagner est le pilote d'un renouvellement profond du Festival de Bayreuth, qui sera surnommé Nouveau Bayreuth, et qui, par une approche nouvelle de la mise en scène, considère l'opéra comme un moyen de diffuser des symboles universel en l'extirpant de tout contexte historique ou politique.

### Le rôle des festivals
Les festivals d'art lyrique jouent également un rôle important dans la fabrication d'un répertoire neuf, assurant la création d'un certain nombre d'ouvrages. Ces événements culturels attirent l'attention du public et de la presse spécialisée et contribuent ainsi à l'apparition d'œuvres plus atypiques, et, malgré de leurs reprises, la création d'un répertoire de l'opéra contemporain. On retrouve par exemple le Festival international d'art lyrique d'Aix-en-Provence, le Festival de Salzbourg, le Festival de Glyndebourne en Angleterre ou encore le Festival Musica de Strasbourg.

## XXIesiècle

### Un nouvel essor

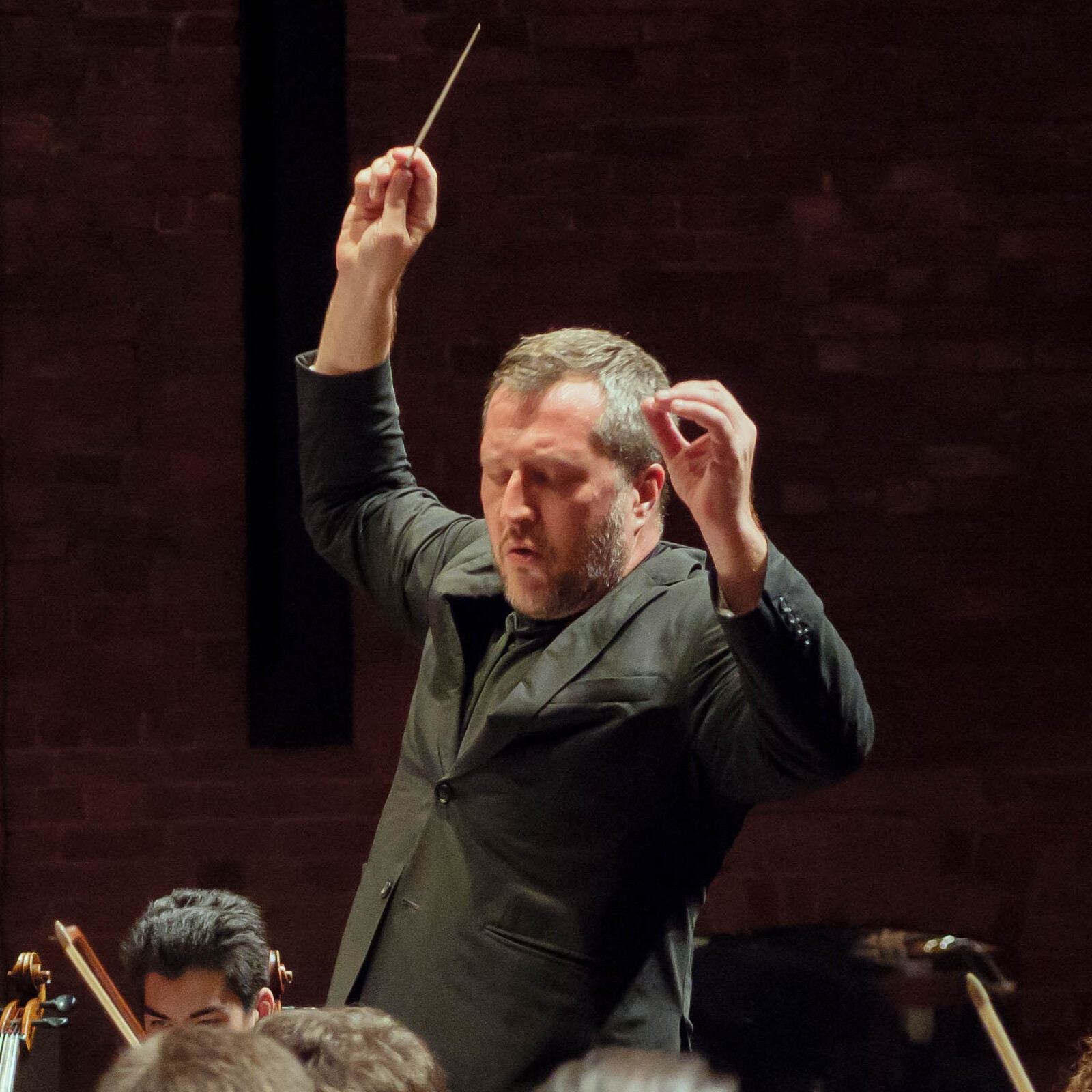
Thomas Adès au Snape Maltings Concert Hall en 2017

La critique, partagée, observe en même temps un engouement nouveau pour l'opéra au XXIe siècle, débarrassé de la méfiance du public, en déplorant encore une relative faible activité de composition et de création et reprise des ouvrages. L'opéra contemporain se fait relativement rare au sein des œuvres des compositeurs contemporains du XXe, cependant, y est observé un retour en force de ce genre à la fin du XXe et le début du XXIe, chez des compositeurs récents, constitue une nouvelle vague. Ces derniers semblent intéresser à écrire de nouveau des ouvrages du genre, attirés par l'expression d'un art total. Des musiciens comme le britannique Thomas Adès, né en 1971, le français Philippe Fenelon ou l'américain Nico Muhly, né en 1981, se distinguent par la composition de plusieurs opéras qui ont trouvé leur voie dans les maisons d'opéras reconnues, à l'instar de Marnie de Nico Muhly, monté en 2018 au Metropolitan Opera.
L'opéra contemporain se distingue en deux branches : celle qui souhaite esquiver les remises en cause du genre après-guerre et veut renouer avec une forme plus romantique de l'opéra, et celle qui cherche un renouvellement du langage et de la forme des ouvrages. Ces dernières, dont la nature les rend moins adaptées aux grands maisons d'opéras, remettent en cause les impératifs de productions des œuvres, et trouvent ainsi leur place dans des structures plus légères.
Le succès renaissant des opéras du tournant du XXIe siècle peut être attribué à la disparition définitive d'une posture méfiante du public face aux langages contemporains et à une curiosité nouvelle envers la musique contemporaine et la scène lyrique. Par ailleurs, si l'opéra de l'après-guerre souffre de sa radicalité et de ses recherches musicales d'avant-garde, l'opéra du XXIe siècle bénéficie d'un bon accueil, certainement du en partie au retour d'une narration plus classique. Des metteurs en scène nouvelle génération comme l'américain Peter Sellars participent à de nombreuses créations d'opéras et vont également jouer un rôle dans l'approche des nouveaux ouvrages ; leurs travaux contribuent à les propulser sur les scènes internationales.
L'opéra parvient tout de même à se faire une place dans le monde « globalisé ». Les maisons d'opéras, malgré les difficultés financières et culturelles, continuent de proposer des créations. En effet, les institutions ne parviennent pas à proposer autant de créations qu'elles souhaitent en raison de choix financier à effectuer, en particulier le genre considérablement coûteux de l'opéra. Les compositeurs se tournent donc, par nécessité d'économie, vers des formes plus petites de leurs opéras.

### 2000: nouvelles forces et résistances

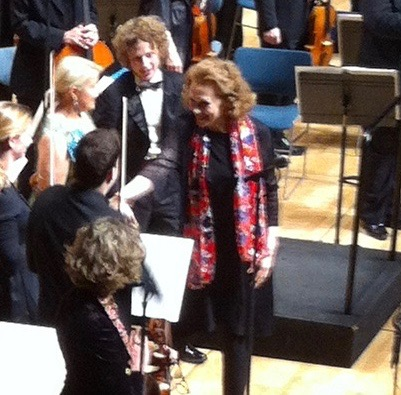
Kaija Saariaho à la Cité de la musique en 2013

Avec la création en 2000 de L'Amour de loin, commandé par le festival d'Aix-en-Provence, Kaija Saariaho est propulsée sur le devant de la scène internationale lyrique. Cet opéra, que la compositrice écrit après avoir expérimenté Saint François d'Assise, symbolise également un opéra qui s'écarte de la monumentalité au profit d'une introspection de l'esprit humain, que l'on retrouve chez Pascal Dusapin. Par ailleurs, l'opéra, au début du XXe siècle, s'internationalise et s'étend au-delà des frontières de l'Europe. Nous y retrouvons notamment les coréens Unsuk Chin avec Alice in Wonderland créé en 2007 ainsi que le Thaïlandais S.P. Somtow, qui écrit plusieurs opéras depuis 2000.
Par ailleurs, le retour de la littérature comme support des livrets et une certaine approche traditionnelle de l'opéra s'observe chez différents compositeurs, tels que le belge Philippe Boesmans avec Reigen, inspiré par la pièce d'Arthur Schnitzler, La Ronde, de 1897, ainsi qu'avec le hongrois Peter Eötvös et son opéra Trois sœurs de 1998, depuis la pièce homonyme d'Anton Tchekhov. Gérard Pesson compose quant à lui Trois contes qu'il créé avec David Lescot en 2018, adaptant trois contes européens d'Hans Christian Andersen, de Lorenza Foschini et d'Edgar Allan Poe. De manière générale, le travail du livret depuis un support préexistant se généralise, ayant l'avantage de ne pas inventer ex nihilo une histoire que le public ne connaît pas.
Le constat est fait que, malgré de nombreuses créations contemporaines sur la scène lyrique, peu d'opéras sont repris après leur première, à l'instar d'un grand nombre d'ouvrages durant les siècles précédents, qui n'ont pas réussi à trouver leur place dans le répertoire. Peu d'ouvrages créés sont effectivement par la suite enregistrés et diffusés, et la majorité ne bénéficient pas de reprises. Quelques exceptions existent et semblent bénéficier d'une dynamique de représentations positive, qui entraîne la mise en place de nouvelles productions pour ces ouvrages. Written on Skin du britannique George Benjamin a par exemple fait l'objet d'un certain nombre de représentations depuis sa création en 2012.

### Le rôle de la commande publique
La fin des années 1990 et le tout début des années 2000 voient apparaître un nombre important de nouvelles créations au sein des institutions, qui laisse présager un nouvel essor du genre. Soutenu par les politiques culturelles et la commande publique, l'opéra se réinsère pleinement dans le champ de la création musicale contemporaine. La plupart des maisons d'opéras européennes et festivals proposent la création de nouveaux opéras et de manière efficace : la seule année 2000 aura vu la création de quatorze opéras de compositeurs finlandais.
La commande publique, par faute de moyens, se fait relativement rare, en particulier pour les grands ouvrages, privilégiant les formats plus courts et moins ambitieux. La compositrice française Michèle Reverdy s'en est fait son parti et se tourne vers des orchestres moins grands, mieux adaptés à des petites scènes, que l'on retrouve notamment dans son ouvrage « de poche », Le Fusil de Chasse, d’après le court roman homonyme de Yasushi Inoue. De plus, les formes nouvelles des œuvres incite les compositeurs à revoir leurs ambitions et se tourner vers des orchestration plus légère et réapparaît de ce fait un opéra se rapprochant de l'opéra de chambre, dans la lignée de La Voix humaine de Francis Poulenc.
Par ailleurs, la coproduction se démocratise de plus en plus à partir du XXIe siècle, permettant le financement des ouvrages d'envergure et leur reprise à l'international, pratiquée par des maisons d'opéras de premier plan comme La Monnaie, l'Opéra de Paris ou celui de Lyon. Philippe Boesmans obtient de nombreuses commandes de La Monnaie pour la composition d'opéras ; il est même compositeur salarié par la maison depuis 1985.

## Opéra et cinéma

### Adaptations
Si l'adaptation d'un opéra en film est un phénomène courant dès le début du cinéma, la pratique opposée se développe à partir de la fin du XXe siècle et se poursuit au début du XXIe : celle de l'adaptation à l'opéra d'œuvres cinématographiques. La proximité de nature entre le livret et le scénario des deux médiums, par essence moyen et non fin en soi, rend les genres relativement poreux en ce qui regarde la construction de l'intrigue. Cela explique également en partie l'augmentation des librettistes qui proviennent du domaine du cinéma en premier lieu, en particulier les scénaristes et dialoguistes.
Ces adaptations peuvent se produire lorsque des compositeurs décident d'élargir leur travail sur la bande originale d'un film à la scène, comme c'est le cas par exemple pour l'ouvrage The Fly créé en 2008 à Paris, tiré du film de 1986 dont Howard Shore compose la musique ou encore Le Temps des gitans d'Emir Kusturica d'après son propre film, créé en 2007 à Paris. Il ne s'agit pas d'adapter la musique composée pour le film sur les planches, mais de poursuivre le travail initial vers le domaine de l'opéra, pour exploiter différemment la manière dont est racontée l'histoire. Il peut également s'agir d'une adaptation du scénario pour la scène lyrique, tel The Exterminating Angel de Thomas Adès, créé en 2016 à Salzbourg, repris de l'intrigue du film de 1962 de Luis Buñuel, ou encore Sonate d'automne, de Sebastian Fagerlund, créé en 2017 à Helsinki, d'après le film homonyme d'Ingmar Bergman de 1978.
Ce type d'adaptation s'opère régulièrement lorsque le film est lui-même déjà tiré d'une source littéraire. C'est le cas pour le drame lyrique Dialogues des carmélites de 1957 de Francis Poulenc, inspiré du scénario du film Le Dialogue des carmélites dont le texte, écrit par Georges Bernanos et publié en 1949, est lui-même adapté de la nouvelle Die Letzte am Schafott (de) de Gertrud von Le Fort (par ailleurs elle-même tirée des écrits de Marie de l'Incarnation). Cependant, même si l'adaptation d'un film est souvent davantage prétexte à récupérer les éléments de l'histoire, il propose en parallèle une relecture de l'intrigue à l'aune de la nature et du temps lyrique dévolus à l'opéra. En effet, le librettiste est obligé de trancher certains passages et de transposer les particularités d'un genre à l'autre, tout en s'épargnant le premier tri du matériau déjà opéré par le réalisateur.

### Inspirations
Le lien entre opéra contemporain et cinéma ne se limite pas qu'à la reprise de scénario mais se mesure également dans l'influence que ce dernier à sur lui. Cela se ressent dans les structures de livrets nouveaux qui empruntent certaines techniques de narration et de construction de l'action, enchaînant notamment des scènes courtes, évoquant le principe du montage. Dans La Célestine, un opéra de Maurice Ohana de 1988, inspirée de la pièce espagnole de 1499 de Fernando de Rojas, le compositeur préfère parler de « tableaux » plutôt que d'actes. Fabio Vacchi explique que la structure de son opéra Oiseaux de passage de 1998 sont, elles, pensées plutôt comme des séquences. Philippe Manoury affirme quant à lui que dans 60e Parallèle de 1997, il fait entrer des chanteurs d'opéra au milieu des phrases, à la manière d'un gros plan et que dans K… (2001), il utilise de la profondeur de champ.